# Povijest Roma
Romi su nomadski narod indoarijskog podrijetla, čiji su korijeni u sjeverozapadnom dijelu indijskog potkontinenta. Vjeruje se da su ovo područje napustili između 6. i 11. stoljeća, prvo su se naselili na Bliskom istoku, a zatim u Europi, Turskoj, Sjevernoj Africi i Iranu. U Sjevernu Ameriku stigli su krajem 19. i početkom 20. stoljeća.
Genetička istraživanja pokazuju da većina Roma pripada muškoj haplogrupi H i ženskoj haplogrupi M, koje su česte u južnoj i središnjoj Aziji. Njihovo ime, „Rom”, znači „čovjek”.
Selidbe Roma počele su iz Indije, preko današnjeg Afganistana, Irana i Turske, da bi se naselili u Europi preko Jugoistočne Europe i Gibraltara. Teorije o njihovom iseljavanju uključuju bijeg od ratova ili posljedice ropstva u muslimanskim zemljama.
Prvi Svjetski kongres Roma održan je 1971. godine u Londonu, kada je usvojena romska zastava i himna Đelem, đelem. Zastava simbolizira nebo i zemlju, a čakra u sredini predstavlja nomadski život i podrijetlo iz Indije. Svjetski dan Roma obilježava se 8. travnja.